# GNU Bison
GNU Bison, chiamato semplicemente Bison, è un generatore di parser, parte del Progetto GNU. Bison legge una specifica da una grammatica libera dal contesto, avverte riguardo eventuali ambiguità, e genera un parser scritto in codice C, C++ o Java, il quale legge sequenze di token verificando se essi soddisfano la sintassi specificata dalla grammatica. Di default genera parser del tipo LARL, ma può anche essere configurato per generare parser LR, IERL e GLR.
Bison è un software libero, disponibile sotto la licenza GPLv3+, con alcune eccezioni.